# Antje Lewald
Antje Lewald (* 1960 in Köln) ist eine deutsche Schauspielerin.

## Leben
Antje Lewald besuchte 1981–1983 die Schauspielschule von Else Bongers in West-Berlin. Nach zahlreichen Theaterstationen, u. a. mit Festengagements am Stadttheater Heilbronn (1985–1987) und an den Städtischen Bühnen Nürnberg (1987–1990), wurde sie als Fernsehschauspielerin in der Rolle der Uschi Ewermann in der TV-Serie Die Camper bekannt, die sie ab 1997 von der 2. Staffel bis zum Ende der Serie verkörperte. Außerdem wirkte sie in zahlreichen Tatort-Folgen mit.
In der 2009 produzierten Klassikeradaption Faust (2011), bei dem Alexander Sokurow Regie führte, spielte sie Gretchens Mutter; ihre Rolle, die in Goethes Faust I nicht auftritt, war in Sokurows Film durch eine Neuinterpretation der Figur der Nachbarin Marthe Schwerdtlein entstanden. 2010 spielte sie in der Folge 1269 die Rolle der Angelika Löhmer in der Fernsehserie Lindenstraße; sie war die Mutter der Serienfigur Sandra Löhmer. Von 2013 bis 2021 war sie regelmäßig in der deutschen Fernsehserie Der Lehrer als Sekretärin Frau Cornelius zu sehen.
Parallel zu ihren Fernseharbeiten tritt Lewald weiterhin auch am Theater, meist an Boulevardbühnen (Theater am Dom, Komödie Düsseldorf u. a.), auf. Antje Lewald lebt in Köln.

## Filmografie
- 1994, 2001: Die Wache (Fernsehserie, verschiedene Rollen, 2 Folgen)
- 1997–2006: Die Camper (Fernsehserie, 105 Folgen)
- 1998: Tatort – Manila (Fernsehreihe)
- 1999: Hin und weg
- 1999: Tatort – Restrisiko
- 2000: Tatort – Bittere Mandeln
- 2001: Tatort – Mördergrube
- 2001: Der Fahnder (Fernsehserie, Folge Rache und Geständnis)
- 2002: Verdammt verliebt (Fernsehserie, 2 Folgen)
- 2002: Tatort – Verrat
- 2003: SK Kölsch (Fernsehserie, Folge Ochsentour)
- 2003: Wilsberg und der stumme Zeuge (Fernsehreihe)
- 2004: Die Bewerbung (Kurzfilm)
- 2005: Playa del Futuro
- 2005: Prinzessin
- 2005: Tatort – Schürfwunden
- 2006: Angie (Fernsehserie)
- 2006: Tatort – Pechmarie
- 2006: Stolberg (Fernsehserie, Folge Hexenjagd)
- 2007: Lutter: Um jeden Preis (Fernsehreihe)
- 2007: Die Anruferin
- 2007: Geile Zeit (Fernsehserie)
- 2007: Under Pressure (Kurzfilm)
- 2008: 4 Singles (Fernsehserie)
- 2008: Großstadtrevier (Fernsehserie, Folge Leben kommt, Leben geht)
- 2009: Der Landarzt (Fernsehserie, Folge Intrige mit Folgen)
- 2009: Für Miriam (Kurzfilm)
- 2009–2018: SOKO Köln (Fernsehserie, verschiedene Rollen, 3 Folgen)
- 2009: Sieben Tage
- 2010: Wilsberg – Gefahr im Verzug
- 2010: Lindenstraße (Fernsehserie, Folge Schnee)
- 2011: Ein Fall für die Anrheiner (Fernsehserie, Folge Wacheröffnung mit Hindernissen)
- 2011: Heiter bis tödlich: Henker & Richter (Fernsehserie, Folge Durch die Blume)
- 2011: Das große Comeback
- 2011: Faust
- 2012: Pommes essen
- 2013: Schneewittchen muss sterben – Der Taunuskrimi (Fernsehreihe)
- 2013: Tatort – Schwindelfrei
- 2013, 2017: Heldt (Fernsehserie, 2 Folgen)
- 2013–2021: Der Lehrer (Fernsehserie)
- 2014: Alarm für Cobra 11 – Die Autobahnpolizei (Fernsehserie, Folge Auf eigene Gefahr)
- 2016: Hotel Heidelberg: Kramer gegen Kramer
- 2016: SOKO Wismar (Fernsehserie, Folge Millionenerbe)
- 2016: Rentnercops (Fernsehserie, Folge Junimond)
- 2016: Herzensbrecher – Vater von vier Söhnen (Fernsehserie, Folge Nicht schuldig)
- 2017: Einstein  (Fernsehserie, Folge Ballistik)
- 2017: Toter Winkel
- 2018–2019: Freundinnen – Jetzt erst recht
- 2018: Frankfurt, Dezember 17
- 2018: Wir sind doch Schwestern
- 2019: Pastewka (Fernsehserie, 3 Folgen)
- 2020: Binge Reloaded
- 2022: Mord mit Aussicht (Fernsehserie, Folge Kartoffelking)
- seit 2022: WaPo Duisburg (Fernsehserie)
- 2023: Rentnercops (Fernsehserie, Folge Das Geständnis)
- 2024: Wilsberg – Ein Detektiv und Gentleman (Fernsehreihe)
- 2024: SOKO Hamburg (Fernsehserie, Folge Je oller, je doller)

## Bühnenrollen
- 1984: Renaissance-Theater Berlin: Jenny in: Die Dreigroschenoper (Regie: Knut Böser)
- 1985–1987: Stadttheater Heilbronn: Ophelia in: Hamlet (Regie: Klaus Wagner); Peróns Geliebte in: Evita (Regie: Birke Bruck); Marie in: Woyzeck (Regie: Rüdiger Meyke)
- 1987–1990: Städtische Bühnen Nürnberg: Susan in: Vorsicht Trinkwasser (Regie: Daniel Karasek); Kleonike in: Lysistrate (Regie: Johannes Klaus); Maria in: Linie 1 (Regie: Zappo)
- 1990: Tiroler Landestheater: Irina in: Drei Schwestern (Regie: Jean-Marc Bellot)
- 1991; 1993/94: Theater der Keller, Köln:  Königin der Nacht in Der Ignorant und der Wahnsinnige (Regie: Franziska Grasshoff); Lizzie in: Die respektvolle Dirne (Regie: Wolfgang Trautwein)
- 1993: Landestheater Neuss: Marthe Rull in: Der zerbrochne Krug (Regie: Jürgen Strube)
- 1994–1996: Volkstheater Millowitsch, Köln (Auswahl): Schlossermeister Bollmann (Regie: Willy Millowitsch); Meisterboxer (Regie: Willy Millowitsch)
- 1998: Theater an der Kö, Düsseldorf: Susan in Stepping out (Regie: René Heinersdorff)
- 1999: Theater Kohlenpott, Herne: Frau in Krähen über Castrop (Regie: Frank Hörner)
- 2002: Deutsch-griechisches Theater, Köln: Medea in: Manhattan Medea (Regie: Costas Papakostopoulos)
- 2003–2004: Contra-Kreis-Theater, Bonn; Theater am Dom, Köln; Theater an der Kö, Düsseldorf: Einmal nicht aufgepasst (Regie: Horst Johanning)
- 2005: Gloria-Theater Köln: Maria tanzt (Regie: Joseph Orr)
- 2006–2007: Theater an der Kö, Düsseldorf: Marion in: Elling (Regie: Frank Hörner)
- 2009–2010: Neue Schaubühne München: Frühling im September (Regie: Markus Bader)
- 2013–: Komödie Düsseldorf: Landeier (Regie: Thomas Weber-Schallauer)
- 2014: Komödie Düsseldorf: Cora in: Kalender Girls (Regie: Helmuth Fuschl)